# Willem II Tilburg 2021-2022
Questa voce raccoglie le informazioni riguardanti il Willem II Tilburg nelle competizioni ufficiali della stagione 2021-2022.

## Stagione
La squadra concluse la stagione al diciassettesimo posto, retrocedendo in Eerste Divisie 2022-2023.

## Rosa
Aggiornata al 20 marzo 2022.
| N. |                        | Ruolo | Calciatore            |
| -- | ---------------------- | ----- | --------------------- |
| 1  | Grecia (bandiera)      | P     | Kōstas Lamprou        |
| 2  | Germania (bandiera)    | D     | Kilian Ludewig        |
| 3  | Paesi Bassi (bandiera) | D     | Freek Heerkens        |
| 4  | Norvegia (bandiera)    | D     | Ulrik Jenssen         |
| 5  | Svezia (bandiera)      | D     | Emil Bergström        |
| 6  | Paesi Bassi (bandiera) | D     | Wessel Dammers        |
| 7  | Paesi Bassi (bandiera) | A     | Ché Nunnely           |
| 8  | Spagna (bandiera)      | C     | Pol Llonch (capitano) |
| 9  | Paesi Bassi (bandiera) | A     | Jizz Hornkamp         |
| 10 | Grecia (bandiera)      | A     | Argyrīs Kampetsīs     |
| 11 | Germania (bandiera)    | A     | Mats Köhlert          |
| 13 | Paesi Bassi (bandiera) | D     | Leeroy Owusu          |
| 14 | Belgio (bandiera)      | A     | Elton Kabangu         |
| 15 | Svezia (bandiera)      | C     | Max Svensson          |

| N. |                        | Ruolo | Calciatore            |
| -- | ---------------------- | ----- | --------------------- |
| 16 | Paesi Bassi (bandiera) | C     | Ringo Meerveld        |
| 17 | Marocco (bandiera)     | C     | Dries Saddiki         |
| 18 | Paesi Bassi (bandiera) | D     | Miquel Nelom          |
| 19 | Inghilterra (bandiera) | C     | Daniel Crowley        |
| 20 | Paesi Bassi (bandiera) | D     | Godfried Roemeratoe   |
| 21 | Germania (bandiera)    | P     | Timon Wellenreuther   |
| 22 | Paesi Bassi (bandiera) | C     | Wesley Spieringhs     |
| 23 | Germania (bandiera)    | C     | Görkem Sağlam         |
| 24 | Paesi Bassi (bandiera) | P     | Connor van den Berg   |
| 25 | Grecia (bandiera)      | D     | Nikolaos Michelis     |
| 26 | Belgio (bandiera)      | P     | Jorn Brondeel         |
| 27 | Germania (bandiera)    | D     | Derrick Köhn          |
| 29 | Paesi Bassi (bandiera) | C     | Thijs Oosting         |
| 32 | Paesi Bassi (bandiera) | C     | Abdenasser El Khayati |

## Risultati

### Eredivisie
| Arbitro: | Serdar Gözübüyük |

|  |           |                                                                          |
|  | Marcatori | 17’ Bryan Linssen 25’ Luis Sinisterra 48’ Guus Til 90'+2’ Naoufal Bannis |

| Arbitro: | Allard Lindhout |

|  |           |                                                        |
|  | Marcatori | 18’ Kwasi Wriedt 36’ Ché Nunnely 82’ Wesley Spieringhs |

| Arbitro: | Gerard van Oostrom |

|                   |           |  |
| Görkem Saglam 53’ | Marcatori |  |

| Mimenga 12 settembre 2021, ore 12:15 4ª giornata | N.E.C.         | 0 – 0 referto | Willem II | Stadio di Goffert (8.333 spett.)\| Arbitro: \| Pol van Boekel \| |
| Arbitro:                                         | Pol van Boekel |               |           |                                                                  |

| Arbitro: | Jeroen Manschot |

|                                    |           |                  |
| Kwasi Wriedt 5’ Driess Saddiki 24’ | Marcatori | 61’ Tomáš Suslov |

| Arbitro: | Dennis Higler |

|                          |           |                                   |
| Melle Meulensteen 90'+4’ | Marcatori | 52’ Kwasi Wriedt 60’ Mats Köhlert |

| Arbitro: | Kevin Blom |

|                                        |           |                 |
| Eran Zahavi 20’ (aut.) Ché Nunnely 76’ | Marcatori | 30’ Eran Zahavi |

| Arbitro: | Rob Dieperink |

|                                                                |           |                                   |
| Rai Vloet 41’ (rig.) Delano Burgzorg 53’ Ismail Azzaoui 90'+4’ | Marcatori | 66’ Mats Köhlert 77’ Max Svensson |

| Arbitro: | Jochem Kamphuis |

|                      |           |                 |
| Dimitrios Limnios 6’ | Marcatori | 24’ Ché Nunnely |

| Arbitro: | Jannick van der Laan |

|                  |           |                    |
| Mats Köhlert 59’ | Marcatori | 54’ Tijjani Noslin |

| Arbitro: | Pol van Boekel |

| |           |                  |
| Bart Ramselaar 10’ Bart Ramselaar 25’ Bart Ramselaar 67’ Mohamed Mallahi 83’ Joris van Overeem 90'+2’ | Marcatori | 35’ Kwasi Wriedt |

| Arbitro: | Joey Kooij |

|  |           |                                                      |
|  | Marcatori | 17’ Bart Vriends 28’ Bart Vriends 79’ Emanuel Emegha |

| Arbitro: | Serdar Gözübüyük |

|                                      |           |                 |
| Filip Stevanović 70’ Nick Bakker 76’ | Marcatori | 69’ Ché Nunnely |

| Arbitro: | Laurens Gerrets |

|  |           |                   |
|  | Marcatori | 47’ Boyd Lucassen |

| Arbitro: | Edwin van de Graaf |

|                                                                                           |           |  |
| Antony 15’ Lisandro Martínez 18’ Antony 23’ Davy Klaassen 71’ Danilo Pereira da Silva 76’ | Marcatori |  |

| Arbitro: | Martin van den Kerkhof |

|                         |           |                                                                       |
| Godfried Roemeratoe 90’ | Marcatori | 49’ Roberts Uldriķis 68’ (rig.) Robin Maulun 90'+4’ Mitchel Paulissen |

| Arbitro: | Allard Lindhout |

|                                                                                             |           |                   |
| Dani de Wit 9’ Timon Wellenreuther 76’ (aut.) Albert Gudmundsson 86’ Albert Gudmundsson 89’ | Marcatori | 36’ Elton Kabangu |

| Arbitro: | Danny Makkelie |

|  |           |                     |
|  | Marcatori | 38’ Magnus Mattsson |

| Arbitro: | Jeroen Manschot |

|                                                 |           |  |
| Thomas van den Belt 25’ Thomas van den Belt 78’ | Marcatori |  |

| Arbitro: | Edwin van de Graaf |

|  |           |                    |
|  | Marcatori | 39’ Michal Sadílek |

| Arbitro: | Bas Nijhuis |

|                                                      |           |                    |
| Thijs Oosting 8’ Thijs Oosting 13’ Jizz Hornkamp 43’ | Marcatori | 71’ Michiel Kramer |

| Arbitro: | Danny Makkelie |

|                  |           |  |
| Younes Namli 59’ | Marcatori |  |

| Arbitro: | Pol van Boekel |

|  |           |                    |
|  | Marcatori | 81’ Jurrien Timber |

| Arbitro: | Martin van den Kerkhof |

|                  |           |  |
| Bjorn Meijer 14’ | Marcatori |  |

| Tilburg 5 marzo 2022, ore 16:30 25ª giornata | Willem II       | 0 – 0 referto | Heerenveen | Stadio Re Willem II (13.082 spett.)\| Arbitro: \| Jochem Kamphuis \| |
| Arbitro:                                     | Jochem Kamphuis |               |            |                                                                      |

| Arbitro: | Dennis Higler |

|                   |           |  |
| Zian Flemming 51’ | Marcatori |  |

| Arbitro: | Rob Dieperink |

|                                  |           |                                                 |
| Ché Nunnely 7’ Elton Kabangu 17’ | Marcatori | 35’ Bruno Martins Indi 90'+1’ Zakaria Aboukhlal |

| Arbitro: | Edwin van de Graaf |

|                                          |           |  |
| Luis Sinisterra 67’ Bryan Linssen 90'+2’ | Marcatori |  |

| Arbitro: | [[]] |

|                                                                       |           |  |
| Isac Lidberg 26’ Iñigo Córdoba 34’ Ogechika Heil 70’ Marc Cardona 81’ | Marcatori |  |

| Arbitro: | Serdar Gözübüyük |

|                  |           |  |
| Jizz Hornkamp 4’ | Marcatori |  |

| Arbitro: | Jochem Kamphuis |

|                                                                           |           |                                   |
| Ritsu Doan 2’ Cody Gakpo 31’ Eran Zahavi 45'+3’ Wessel Dammers 60’ (aut.) | Marcatori | 44’ Ché Nunnely 50’ Elton Kabangu |

| Arbitro: | Allard Lindhout |

|                                      |           |  |
| Wessel Dammers 15’ Jizz Hornkamp 17’ | Marcatori |  |

| Arbitro: | Erwin Blank |

|                 |           |                  |
| Sekou Sylla 43’ | Marcatori | 55’ Derrick Köhn |

| Arbitro: | Martin van den Kerkhof |

|                                                                  |           |  |
| Jizz Hornkamp 8’ Driess Saddiki 53’ Joris van Overeem 73’ (aut.) | Marcatori |  |

### KNVB beker
| Arbitro: | Bas Nijhuis |

|                                                          |           |  |
| Iliass Bel Hassani 21’ Finn Stokkers 49’ Saïd Bakari 70’ | Marcatori |  |

## Statistiche

### Statistiche di squadra
| Competizione | Punti | In casa | In casa | In casa | In casa | In casa | In casa | In trasferta | In trasferta | In trasferta | In trasferta | In trasferta | In trasferta | Totale | Totale | Totale | Totale | Totale | Totale | DR  |
| Competizione | Punti | G       | V       | N       | P       | Gf      | Gs      | G            | V            | N            | P            | Gf           | Gs           | G      | V      | N      | P      | Gf     | Gs     | DR  |
| ------------ | ----- | ------- | ------- | ------- | ------- | ------- | ------- | ------------ | ------------ | ------------ | ------------ | ------------ | ------------ | ------ | ------ | ------ | ------ | ------ | ------ | --- |
| Eredivisie   | 34    | 17      | 7       | 3       | 7       | 18      | 19      | 17           | 2            | 3            | 13           | 14           | 38           | 34     | 9      | 6      | 19     | 32     | 57     | -25 |
| KNVB beker   | -     | 0       | 0       | 0       | 0       | 0       | 0       | 1            | 0            | 0            | 1            | 0            | 3            | 1      | 0      | 0      | 1      | 0      | 3      | -3  |
| Totale       | 34    | 17      | 7       | 3       | 7       | 18      | 19      | 18           | 2            | 3            | 14           | 14           | 41           | 35     | 9      | 6      | 20     | 32     | 60     | -28 |

### Statistiche dei giocatori
Sono in corsivo i calciatori che hanno lasciato la società a stagione in corso.
| Giocatore           | Eredivisie | Eredivisie | Eredivisie  | Eredivisie | KNVB Beker | KNVB Beker | KNVB Beker  | KNVB Beker | Totale   | Totale | Totale      | Totale     |
| Giocatore           | Presenze   | Reti       | Ammonizioni | Espulsioni | Presenze   | Reti       | Ammonizioni | Espulsioni | Presenze | Reti   | Ammonizioni | Espulsioni |
| ------------------- | ---------- | ---------- | ----------- | ---------- | ---------- | ---------- | ----------- | ---------- | -------- | ------ | ----------- | ---------- |
| Jorn Brondeel       | 0          | 0          | 0           | 0          | 0          | 0          | 0           | 0          | 0        | 0      | 0           | 0          |
| Derrick Köhn        | 0          | 0          | 0           | 0          | 1          | 0          | 0           | 0          | 1        | 0      | 0           | 0          |
| Connor van den Berg | 0          | 0          | 0           | 0          | 0          | 0          | 0           | 0          | 0        | 0      | 0           | 0          |
| Timon Wellenreuther | 0          | 0          | 0           | 0          | 1          | -3         | 0           | 0          | 1        | -3     | 0           | 0          |